# Inundaciones en Corea del Norte de 2007
Se conoce como inundaciones en Corea del Norte del año 2007 a las intensas lluvias que ocurrieron en agosto de 2007 en ese país, provocando desbordamientos. Se produjeron una serie de inundaciones en Corea del Norte que produjeron numerosos daños materiales y personales, llegándose a la muerte o desaparición de unas 600 personas y a la pérdida de numerosos campos de cultivo, lo que llevó al país a tener una preocupante escasez alimentaria. Más de 300 000 personas se vieron afectadas.

## Hechos y consecuencias en agosto de 2007
Una serie de lluvias intensas provocaron severas inundaciones en 92 condados de seis provincias y de la capital de Corea del Norte entre el 5 y el 14 de agosto de 2007. Las cifras del gobierno indicaban por lo menos 453 muertos, 156 desaparecidos y 4351 heridos. Las inundaciones afectaron a más de 436 000 personas y 159 561 personas tuvieron que ser evacuadas. Según el gobierno del país, unas 40 436 casas fueron destruidas, 133 732 fueron sumergidas y 67 056 dañadas gravemente. También hubo grandes destrozos en varios puentes y ferrocarriles. Según la Organización de las Naciones Unidas (ONU), sin embargo, al menos 610 personas murieron o desaparecieron y se destruyeron al menos el 20 por ciento de las plantaciones de arroz y el 15 por ciento de las cosechas de maíz, lo que supuso la pérdida de alrededor de un millón de toneladas de producción.
La ONU estimó que en total unas 300 000 personas se vieron afectadas.

## Postura del gobierno en septiembre de 2007
En el mes de septiembre de 2007, el gobierno de Corea del Norte agradeció a las Naciones Unidas y a otros países, entre ellos, a Estados Unidos y China, por enviar donaciones de alimentos y dinero. El gobierno reconoció la muerte o desaparición de alrededor de 600 personas. Corea del Norte finalmente anunció que más de 268 hectáreas de tierra cultivable fueron destruidas, lo que incrementó la escasez de alimentos que estaba afectando al país. Más de 100 000 personas tuvieron que ser desplazadas.